# Omikron1 Cancri
Omikron1 Cancri (ο1 Cancri, förkortad Omikron1 Cnc, ο1 Cnc), som är stjärnans Bayer-beteckning, är en ensam stjärna i mellersta delen av stjärnbilden Kräftan. Den har en skenbar magnitud av 5,20 och är synlig för blotta ögat där ljusföroreningar ej förekommer. Baserat på parallaxmätning inom Hipparcosuppdraget på ca 21,9 mas, beräknas den befinna sig på ett avstånd av ca 149 ljusår (46 parsek) från solen. Den bildar sannolikt ett samverkande par med Omikron 2 Cancri.

## Egenskaper
Omikron1 Cancri är en blå till vit jättestjärna i huvudserien av spektralklass A5 III Den har en massa som är omkring dubbelt så stor som solens massa, en radie som är ca 1,9 gånger solens radie och avger ca 13 gånger mer energi än solen från dess fotosfär vid en effektiv temperatur på ca 8 600 K.
Omikron1 Cancri har ett överskott av infraröd strålning, vilket anger att den omges av en stoftskiva. Gjorda observationer tyder på att denna är en tvåkomponentskiva med rumsligt separerade band, som har temperatur på 146 K respektive 81 K.